# Jan Wellens de Cock

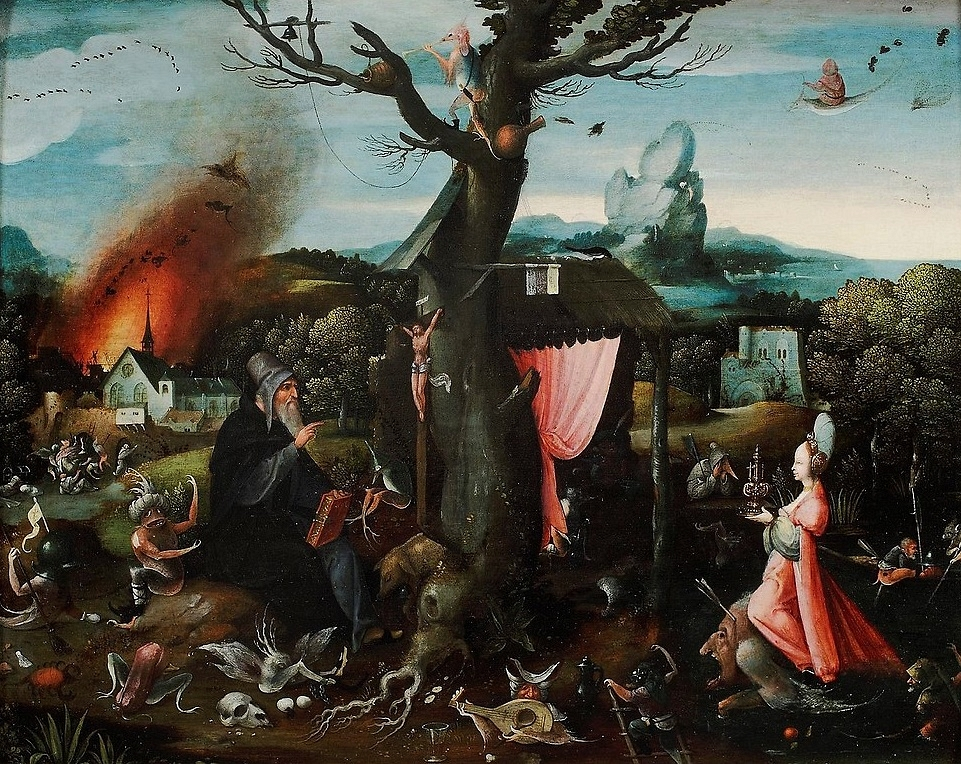
Kuszenie św. Antoniego (ok. 1524)

Jan Wellens de Cock (ur. ok. 1480 w Lejdzie, zm. w 1527 w Antwerpii) – niderlandzki malarz, rysownik i grafik z kręgu manierystów antwerpskich.
Niewiele wiadomo o jego życiu i działalności. W 1503 został mistrzem cechu św. Łukasza w Antwerpii (w źródłach występuje jako Jan Van Leyen), od 1520 był jego dziekanem.  Malował niewielkie obrazki przedstawiające pustelników i świętych  na tle krajobrazu ujętego z bliskiego punktu widzenia w stylu Hieronima Boscha. Był jednym z pierwszych jego naśladowców.
Jego dwaj synowie również byli malarzami:
- Matthys Cock (1505–1548) - pejzażysta
- Hieronymus Cock (1510–1570) - rytownik, drukarz i wydawca.